# Solid Rocket Motor
Solid Rocket Motor (SRM) – określenie silnika rakietowego, używanego w rakietach dodatkowych na paliwo stałe (Solid Rocket Booster), elemencie systemu wahadłowców STS.
Po katastrofie promu Challenger prezydent Reagan nakazał agencji NASA zastosowanie się do zaleceń komisji badającej przyczyny eksplozji, co wiązało się z przeprojektowaniem silnika. Celem pierwszoplanowym prac nad nowym silnikiem (RSRM – Redesigned Solid Rocket Motor, przeprojektowany silnik rakietowy na paliwo stałe) było zapewnienie bezpieczeństwa, podczas gdy celem drugorzędnym było zminimalizowanie przestoju przez zastosowanie istniejącego sprzętu. Zbadano wszystkie aspekty istniejących silników. Zmiany zostały wprowadzone na złączach zewnętrznych, złączu obudowy z dyszą, dyszy, kształcie ziarna paliwowego, systemie zapłonowym oraz w wyposażeniu naziemnym. Nie zmieniono natomiast składu paliwa.